# Pulse
Pulse (stilizirano p·u·l·s·e) je glazbeni DVD britanske skupine Pink Floyd objavljen 1995. godine.
Na disku se nalazi koncert s njihove turneje "The Division Bell tour" snimljen u londonskom Earls Courtu 20. listopada 1994. tijekom njihovih 14-dnevnih koncerata u tom prostoru krajem turneje.
DVD čine dva diska na kojima se nalazi cjelokupni koncert s rijetkim snimcima iza pozornice i dotad nikad objavljeni materijal.
Na drugom disku se nalazi njihov kompletni album The Dark Side of the Moon - jedini video zapis toga albuma.

## DVD popis

### Koncert
1. "Shine On You Crazy Diamond" (Concert version) (Gilmour/Waters/Wright)
2. "Learning to Fly" (Gilmour/Moore/Ezrin/Carin)
3. "High Hopes" (Gilmour/Samson)
4. "Take It Back" (Gilmour/Ezrin/Samson/Laird-Clowes)
5. "Coming Back to Life" (Gilmour)
6. "Sorrow" (Gilmour)
7. "Keep Talking" (Gilmour/Wright/Samson)
8. "Another Brick in the Wall (Part 2)" (Waters)
9. "One of These Days" (Gilmour/Mason/Waters/Wright)
10. "Speak to Me" (Mason)
11. "Breathe" (Gilmour/Waters/Wright)
12. "On the Run" (Gilmour/Waters)
13. "Time" (Gilmour/Mason/Waters/Wright)
14. "The Great Gig in the Sky" (Wright/Clare Torry)
15. "Money" (Waters)
16. "Us and Them" (Waters/Wright)
17. "Any Colour You Like" (Gilmour/Mason/Wright)
18. "Brain Damage" (Waters)
19. "Eclipse" (Waters)
20. "Wish You Were Here" (Gilmour/Waters)
21. "Comfortably Numb" (Gilmour/Waters)
22. "Run Like Hell" (Gilmour/Waters)

### Posebni dodaci
Bootlegging the Bootleggers:
1. "What Do You Want from Me?" (Gilmour/Wright/Samson)
2. "On the Turning Away" (Gilmour/Moore)
3. "Poles Apart" (Gilmour/Wright/Samson/Laird-Clowes)
4. "Marooned" (Wright/Gilmour)

Screen filmovi:
1. "Shine On You Crazy Diamond"
2. "High Hopes"
3. "Learning to Fly"
4. "Speak to Me" (graphic)
5. "On the Run"
6. "Time" (1994)
7. "The Great Gig in the Sky" (wave)
8. "Money" (1987)
9. "Us and Them" (1987)
10. "Brain Damage"
11. "Eclipse"
12. Alternativne verzije:
  1. "Time" (Ian Eames)
  2. "Money" (Alien)
  3. "Speak to Me" (1987)
  4. "The Great Gig in the Sky" (animation)
  5. "Us and Them" (1994)

Glazbeni spotovi: "Learning to Fly" and "Take It Back"
Behind the Scenes Footage: "Say Goodbye to Life as We Know It"
Rock and Roll Hall of Fame Induction Ceremony, USA 1996, uključujući pjesmu "Wish You Were Here" s Billy Corganom.
Ostalo:
1. Foto galerija
2. Omoti albuma
3. P*U*L*S*E TV reklama
4. Karta turneje
5. Itinerar
6. Planovi pozornice

## Poveznice
- Pink Floyd